# Florian Wirtz
Florian Richard Wirtz (Pulheim, 2003. május 3. –) német válogatott labdarúgó, a Liverpool játékosa.

## Pályafutása

### Klubcsapatokban
A Grün-Weiß Brauweiler amatőr csapatában ismerkedett meg a labdarúgás alapjaival, majd 2011-ben csatlakozott az 1. FC Köln akadémiájához. 2020 januárjában aláírt a szintén német Bayer Leverkusen csapatához. Május 18-án mutatkozott be az első csapatban a Werder Bremen csapata ellen, 17 évesen és 15 naposan ő lett a klubja történetének legfiatalabb Bundesliga-bemutatkozója lett. Június 6-án csereként lépett pályára és szerzett gólt a Bayern München ellen, 17 évesen és 34 naposan, amivel megdöntötte Nuri Şahin Bundesliga-rekordját. Ezt később Youssoufa Moukoko megdöntötte, ő 16 évesen és 28 naposan szerezte meg első Bundesliga gólját. Szeptember 13-án a kupában az Eintracht Norderstedt ellen 7–0-ra megnyert mérkőzésen gólt szerzett. Október 22-én első gólját szerezte meg az Európa-ligában a francia OGC Nice ellen, a mérkőzést a németek nyerték meg 6–2-re.
2025. június 20-án hosszú távú szerződés írt alá az angol Liverpool csapatával, amely klubrekordot jelentő összegért igazolta le. A szerződtetése a legnagyobb összeg, amelyet valaha német bajnokságból érkező játékosért fizettek ki, továbbá a klub történetének legdrágább átigazolása is.

### A válogatottban
2018. május 3-án mutatkozott be a német U15-ös válogatottban Hollandia ellen. November 9-én az U16-osok közt is bemutatkozott a Csehország ellen 7–0-ra megnyert mérkőzésen. 2019. október 10-én az U17-es korosztály tagjaként debütált az angolok ellen 3–3-ra végződő felkészülési találkozón. 2021 márciusában Joachim Löw behívta a felnőtt válogatottba, de végül csak a kispadon kapott lehetőséget, pályára nem lépett. A 2021-es U21-es labdarúgó-Európa-bajnokságra utazó keretbe ezért nem hívták be. A 2020-as labdarúgó-Európa-bajnokságon részt vevő keretszűkítés során nem került be az utazó keretbe, ezért az U21-es Európa-bajnokságra hívták be utólag Youssoufa Moukoko sérülése miatt. Június 3-án a hollandok U21-es válogatottja ellen 2–1-re megnyert mérkőzésen duplázott. Első gólját 29 másodperc után szerezte, ami rekord az U21-es labdarúgó-Európa-bajnokságok történetében.
2024. június 7-én bekerült Julian Nagelsmann szövetségi kapitány 26 fős keretébe, amely a 2024-es labdarúgó-Európa-bajnokságon részt vett.

## Család
Testvére, Juliane Wirtz a Bayer 04 Leverkusen női csapatának a játékosa.

## Statisztika
2024. február 23-i állapot szerint.
| Klub             | Szezon   | Bajnokság  | Bajnokság | Bajnokság | Kupa  | Kupa | Nemzetközi | Nemzetközi | Összesen | Összesen |
| Klub             | Szezon   | Liga       | Mérk.     | Gól       | Mérk. | Gól  | Mérk.      | Gól        | Mérk.    | Gól      |
| ---------------- | -------- | ---------- | --------- | --------- | ----- | ---- | ---------- | ---------- | -------- | -------- |
| Bayer Leverkusen | 2019–20  | Bundesliga | 7         | 1         | 1     | 0    | 1          | 0          | 9        | 1        |
| Bayer Leverkusen | 2020–21  | Bundesliga | 29        | 5         | 2     | 1    | 7          | 2          | 38       | 8        |
| Bayer Leverkusen | 2021–22  | Bundesliga | 24        | 7         | 1     | 0    | 6          | 3          | 31       | 10       |
| Bayer Leverkusen | 2022–23  | Bundesliga | 17        | 1         | 0     | 0    | 8          | 3          | 25       | 4        |
| Bayer Leverkusen | 2023–24  | Bundesliga | 23        | 5         | 4     | 1    | 4          | 2          | 31       | 8        |
| Bayer Leverkusen | Összesen | Összesen   | 100       | 19        | 8     | 2    | 26         | 10         | 134      | 31       |
| Összesen         | Összesen | Összesen   | 100       | 19        | 8     | 2    | 26         | 10         | 134      | 31       |

## Sikerei, díjai

### Klub
- Bayer 04 Leverkusen
  - Német bajnok: 2023–24
  - Német kupa: 2023–24
  - Német szuperkupa: 2024

### Válogatott
- Németország U21
  - U21-es labdarúgó-Európa-bajnokság: 2021

### Egyéni
- Bundesliga - A hónap játékosa: 2021 Szeptember,[23] 2023 Október,[24] 2023 December[25]